# Husky (zespół muzyczny)
Husky – polski zespół muzyczny z gatunku muzyki klubowej/avant-pop.
Duet Husky powstał w 2001 r. we Wrocławiu. Autorem muzyki zespołu jest Jacek Dojwa (Aural Planet), wokalistką jest Patrycja Hefczyńska – DJ Patrisia (Őszibarack, s.a.d.).

## Dyskografia
| Rok  | Tytuł                                                            |
| ---- | ---------------------------------------------------------------- |
| 2002 | Czy słyszysz? - Data: 2002 - Wydawca: 2.47 Records               |
| 2006 | Zgadnij - Data: 30 października 2006 - Wydawca: EMI Music Poland |
| 2007 | II (BOX) - Data: 4 czerwca 2007 - Wydawca: 2.47 Records          |
| 2007 | Igloo - Data: 16 listopada 2007 - Wydawca: 2.47 Records          |

| Rok                           | Tytuł                  | Pozycja na liście | Pozycja na liście | Album         |
| Rok                           | Tytuł                  | LP3               | SLiP              | Album         |
| ----------------------------- | ---------------------- | ----------------- | ----------------- | ------------- |
| 2002                          | „Melodia i sznur”      | –                 | 51                | Czy słyszysz? |
| 2003                          | „Piosenka nienasycona” | 44                | 34                | Czy słyszysz? |
| 2003                          | „Ikjoi”                | –                 | –                 | Czy słyszysz? |
| 2005                          | „Husky” (DVD)          | –                 | –                 |               |
| 2006                          | „Iskrzy iskrzy”        | –                 | 30                | Zgadnij       |
| 2006                          | „Zgadnij”              | –                 | 29                | Zgadnij       |
| 2007                          | „Po kostki”            | –                 | 25                | Zgadnij       |
| „–” pozycja nie była notowana |                        |                   |                   |               |